# Gradius
Gradius (яп. グラディウス) — японская компьютерная игра в жанре «горизонтальный скролл-шутер», разработанная и выпущенная в 1985 году компанией Konami в виде аркадного автомата. Впоследствии была портирована на многие приставки и портативные устройства, особой популярностью пользовались версии для консоли Nintendo Entertainment System и японского домашнего компьютера MSX, позже появились версии для сервисов Virtual Console и PlayStation Network. За пределами Японии первое время была известна под названием Nemesis, однако выпущенные через несколько лет домашние версии вернулись к оригинальному заглавию. Это первая часть серии Gradius, после неё было издано множество продолжений и спин-оффов.
Игрок управляет межпространственным космическим кораблём под названием «Вик Вайпер», который путешествует по различным измерениям и сражается с встречающимися по пути врагами. Каждый уровень условно поделён на три части, сначала корабль летит в открытом космосе, потом залетает в какую-то ограниченную локацию и, наконец, встречается с боссом. Особенностью игрового процесса является система призов, дающих улучшение оружия, причём на экране неизменно присутствует список всех доступных улучшений. После уничтожения группы противников остаются специальные призы, при взятии которых указатель текущего улучшения продвигается по списку. По нажатию кнопки текущее улучшение может быть получено игроком, при этом указатель возвращается к началу списка. Само слово «Градиус» — это название заселённой людьми планеты, с которой, собственно, «Вик Вайпер» и стартовал.

Портированная версия Gradius для платформы NES

В средствах массовой информации Gradius удостоился положительных отзывов, в основном из-за своей уникальной системы развития корабля, которую критики продолжали хвалить по прошествии многих лет. Также отмечалась высокая сложность игры, в своё время издательство GameSpot окрестило её самым сложным горизонтальным скролл-шутером после Contra. Сайт IGN дал Gradius 7 баллов из 10, назвав игру «величайшей классикой жанра». Рецензенты отмечали, что даже после стольких лет игра ничуть не устарела, и её переиздания — отличный подарок для всех любителей ретро.
Примечательно, что Gradius — это первая игра, в которой был использован знаменитый код Konami, секретная комбинация клавиш, присутствующая во многих других продуктах компании. Код был введён Кадзухисой Хасимото, человеком, занимавшимся портированием игры под NES. Во время тестирования он посчитал уровень сложности слишком высоким и решил добавить код, позволяющий игроку получить полное вооружение в самом начале игры. Присутствие данного кода характерно и для большинства последующих частей серии Gradius.